# You Need to Calm Down
You Need to Calm Down è un singolo della cantante statunitense Taylor Swift, pubblicato il 14 giugno 2019 come secondo estratto dal settimo album in studio Lover.

## Descrizione
You Need to Calm Down è una canzone elettropop e synth pop scritta da Taylor Swift e Joel Little, con cui ha collaborato anche per la realizzazione del singolo precedente, Me!. Nel testo si rivolge prima alle persone che pubblicano attraverso la rete sociale commenti offensivi nei suoi confronti e in seguito a coloro che hanno pregiudizi omofobi, affermando che vivono ancora in un'«era buia» e che dovrebbero «controllare il loro desiderio di lamentarsi di tutte le persone che [odiano]».

## Pubblicazione
Il 13 giugno 2019 Taylor Swift ha organizzato una diretta su Instagram dove ha fornito dettagli sul suo prossimo singolo e sul seguente album. Qui ha annunciato il nome dell'album, Lover, e del singolo, nonché le loro date di pubblicazione.
Il lyric video è stato pubblicato sul canale YouTube della cantante in concomitanza con la messa in commercio del singolo. Il video contiene riferimenti al mondo LGBT, come la parola "glad" cambiata in GLAAD, e le lettere "EA" evidenziate in riferimento all'Equality Act, la legge statunitense che, se passata, renderebbe illegale la discriminazione contro persone LGBT negli Stati Uniti. Dopo la pubblicazione del video, l'associazione GLAAD ha riportato un incremento nelle donazioni dall'ammontare di $13, il numero preferito della cantante.
Il 20 agosto 2019 è stato pubblicato un remix di You Need to Calm Down realizzato dai Clean Bandit.

## Promozione
Taylor Swift ha eseguito You Need to Calm Down dal vivo per la prima volta l'11 luglio 2019 in occasione dell'Amazon Prime Day Concert. Il giorno seguente, ha portato una versione acustica del singolo al SiriusXM Town Hall. Ha aperto gli MTV Video Music Awards 2019 con un'esibizione della canzone, che ha presentato in un mash-up insieme a Lover. Ha inoltre cantato la canzone alla Live Lounge per la BBC Radio 1 il 2 settembre, il 9 settembre ad un concerto evento a Parigi, intitolato City of Lover e il 18 ottobre a We Can Survive, un concerto di beneficenza. Il 10 novembre la cantante si è esibita con il singolo, assieme agli altri due estratti da Lover, all'Alibaba Singles' Day Gala a Shanghai, in Cina. La performance ha segnato la sua prima esibizione nel paese da oltre quattro anni.

## Accoglienza
You Need to Calm Down ha ricevuto recensioni contrastanti dai critici musicali. Scrivendo per il NME, Dan Stubbs ha definito la canzone «una contagiosa creazione pop». Gwen Ihnat di The A.V. Club ha affermato che il brano «combatte in modo chiaro e originale l'omofobia e i pregiudizi contro le persone gay». Nella loro recensione pubblicata su USA Today, Maeve McDermott e Joshua Bote l'hanno descritto come «un miglioramento» rispetto al singolo precedente, e «un esempio più promettente di quello che i fan si aspettano dall'album». Anche per Mikael Wood del Los Angeles Times You Need to Calm Down è «un grande miglioramento creativo» rispetto a Me!, commentando che «l'esplicito messaggio pro-LGBT è certamente apprezzato, anche se ha un non so che di cinico».
Michelle Kim di Pitchfork ha argomentato che mentre ci sono «buone intenzioni» nella canzone per quanto riguarda il suo messaggio, è «sconcertante e deludente allo stesso tempo». Justin Kirkland di Esquire ha scritto che il brano «non coglie il significato dell'essere un alleato della comunità LGBT» poiché «mette sullo stesso piano gli hater online e le sfide personali e sociali che affrontano le persone LGBTQ+». Constance Grady di Vox ha definito il pezzo «estenuante», paragonandolo in modo negativo a Blank Space, il secondo singolo estratto dall'album della Swift del 2014, che la Grady considera di livello superiore. Will Gottsegen della rivista Spin ha scritto che «l'inoffensivo testo della canzone sembra creato a tavolino per andare incontro ai gusti di quanta più gente possibile», e che il brano «non ha nulla di rischioso».

## Video musicale
Il video ufficiale del singolo è stato girato a Santa Clarita in California. Diretto da Drew Kirsch e dalla stessa Taylor Swift, è stato presentato il 17 giugno successivo durante il programma televisivo Good Morning America ed è stato caricato subito dopo sul canale YouTube della cantante. In esso compaiono varie celebrità, molte delle quali appartenenti alla comunità LGBT. In ordine cronologico appaiono Dexter Mayfield, Hannah Hart, Laverne Cox, Chester Lockhart, Todrick Hall, Hayley Kiyoko, Jesse Tyler Ferguson, Justin Mikita, Ciara, le Fab Five di Queer Eye (Tan France, Bobby Berk, Karamo Brown, Antoni Porowski e Jonathan Van Ness), Adam Rippon, Adam Lambert, Ellen DeGeneres, Billy Porter, RuPaul, Katy Perry e Ryan Reynolds. La comparsa della Perry è volta a siglare la fine della faida fra le due iniziata nel 2014 e largamente discussa dai mass media.

### Sinossi
Il video è ambientato in un colorato campo caravan. Si apre con Taylor Swift che si sveglia nella sua roulotte e lancia il suo telefono, che inizia a bruciare. La cantante ignora le fiamme e si dirige verso la sua piscina. La scena si sposta verso gli altri residenti del campo: vengono mostrati Mayfield che balla, Hart che fa sollevamento pesi con uno stereo, e la Cox che innaffia il suo giardino e saluta Lockhart, che sviene per l'emozione. A questo punto viene mostrata la Swift che balla con Hall in mezzo alla strada, mentre Kiyoko lancia una freccia in un bersaglio e dei manifestanti protestano con in mano cartelloni con slogan omofobi. Nel frattempo, Ciara ufficializza il matrimonio fra Ferguson e Mikita, e Rippon serve granite da una bancarella. Nella scena successiva, la Swift organizza un tea party con le Fab Five e Hall. In un'altra roulotte, Lambert tatua le parole "Cruel Summer" sul braccio destro della DeGeneres. La Swift e alcuni vicini si abbronzano ignorando i manifestanti, mentre Porter gli cammina a fianco indossando un abito. La scena si sposta ad un "concorso di bellezza per regine del pop", dove le partecipanti indossano outfit iconici di cantanti famose (Ariana Grande, Lady Gaga, Adele, Cardi B, Beyoncé, Katy Perry e Nicki Minaj). RuPaul cammina fra le partecipanti con una corona, ma invece che incoronare la vincitrice, tira il premio in aria. Inizia una battaglia di cibo, dove Taylor Swift appare indossando un costume da patatine fritte mentre Katy Perry ne indossa uno da hamburger. Le due si notano a vicenda camminano l'una verso l'altra. In un altro luogo, Ryan Reynolds sta lavorando su un dipinto raffigurante lo Stonewall Inn. La Swift e la Perry sorridono, ballano e si abbracciano. Alla fine del video compare un messaggio in cui gli spettatori sono invitati a firmare la petizione creata dalla Swift su Change.org per incoraggiare il Senato degli Stati Uniti a passare l'Equality Act.

### Accoglienza
Il video ha scatenato reazioni contrastanti fra i critici. Ha ottenuto plauso soprattutto per l'attivismo della cantante, mentre le critiche sono state specialmente rivolte all'esecuzione, in modo particolare per il modo in cui sono rappresentati gli attivisti anti-LGBT. Molte pubblicazioni, fra cui il New York Times, il Washington Post, CNN e l'Irish Times, hanno notato che questo è il video più politicizzato della carriera di Taylor Swift. Jon Caramanica del New York Times ha apprezzato la presenza di celebrità LGBT e drag queen, definendola «una valida celebrazione» della comunità. Nella stessa recensione Wesley Morris ha criticato il fatto che la pubblicazione del video sia caduta proprio in pieno giugno, il mese del pride, criticando questa mossa in quanto «trita» e «opportunista», pur ammettendo di apprezzare l'opera nel suo complesso. Craig Jenkins, editore per la rivista Vulture, ha scritto che nel video ci sono «nobili intenzioni», ma si è chiesto se la cantante abbia cercato di sfruttare il mese del pride per il suo profitto personale.
Dave Holmes di Esquire ha apprezzato i cameo delle celebrità, ma ha criticato l'aspetto «brutto e poco istruito» dei protestanti e la «frigida» raffigurazione della vita gay. In un articolo per NBC, Michael Arceneaux ha scritto che anche se la Swift ha «buone intenzioni», ha trovato scorretta la rappresentazione dei attivisti anti-LGBT come «poveri bifolchi», e ha affermato che la scena di rappacificazione con Katy Perry distrae dal messaggio del video. Nathan Ma di The Independent ha scritto che fra i protestanti ci sarebbero dovuti essere sosia di politici che in passato hanno votato per leggi omofobe. Emily Jashinsky di The Federalist ha ritenuto il video elitista in quanto «si prende gioco delle persone di estrazione sociale più bassa e si appropria dello stile di vita di chi abita nei campi caravan».
Alcune pubblicazioni e celebrità LGBT hanno difeso il video. Emma Grey Ellis di Wired ha sostenuto che «la canzone ha generato più opinioni di quante parole essa contenga», aggiungendo che «le stesse persone che prima criticavano Taylor Swift per il suo scarso impegno politico ora la criticano sostenendo che si sia politicizzata eccessivamente». De Elizabeth di InStyle ha notato che «il poco attivismo esplicito dimostrato in passato dalla Swift l'ha resa un bersaglio facile». L'attore Brian Jordan Alvarez ha mostrato apprezzamento per il video in un'intervista con IndieWire, affermando di essere «assolutamente grato in qualunque momento a chiunque, specialmente con una piattaforma così vasta, esprima positività, amore e supporto per la comunità LGBT». Anche l'attore Billy Eichner ha lodato l'opera, dicendo che «la comunità LGBT ha bisogno di tutti gli alleati che riesce ad attrarre».

### Riconoscimenti
Il video ha vinto il premio Video dell'anno e Miglior video con un messaggio sociale agli MTV Video Music Awards 2019, venendo inoltre candidato nelle categorie Canzone dell'anno, Miglior video pop, Miglior regia, Migliore direzione artistica e Miglior montaggio. Taylor Swift ha così vinto il premio principale dello show per la seconda volta, dopo aver trionfato nel 2015 con Bad Blood, ed è diventata la seconda artista femminile a vincere due volte nella categoria, dopo Beyoncé, e la quarta in assoluto.

## Impatto
Il 1º giugno 2019 Taylor Swift ha avviato una petizione su Change.org, intitolata Support the Equality Act, nel tentativo di ottenere il sostegno del Senato degli Stati Uniti nel far concretizzare l'Equality Act al Congresso del paese; la legge vieta la discriminazione "basata su sesso, orientamento sessuale, identità di genere o gravidanza, condizione medica di un individuo e stereotipi sessisti". Alla fine del video musicale della canzone appare un messaggio che sollecita gli spettatori a firmare la petizione. Ha ricevuto oltre 700 000 firme, tra cui quelle di senatori democratici ed ex candidati presidenziali quali Elizabeth Warren, Amy Klobuchar, Ed Markey, Kirsten Gillibrand, Tim Kaine, Cory Booker e Beto O'Rourke. La cantante ha inoltre inviato una lettera al senatore repubblicano Lamar Alexander del Tennessee, suo stato d'origine, chiedendogli, insieme agli altri senatori, di sostenere la petizione.
La pubblicazione del singolo ha portato anche ad un picco di donazioni all'organizzazione non governativa GLAAD, nominata nel testo. Sarah Kate, presidente e amministratrice delegata dell'associazione, ha pubblicamente ringraziato la cantante per il suo lavoro.
Il 26 agosto 2019 Taylor Swift ha vinto il premio per il Video dell'anno agli MTV Video Music Awards; durante il suo discorso ha esortato il pubblico e gli spettatori a firmare la sua petizione e ha accusato la Casa Bianca di averla completamente ignorata. Il discorso televisivo ha portato ad un ulteriore incremento del numero di firme. Il giorno successivo la Casa Bianca ha rilasciato una dichiarazione: Judd Deere, ai tempi portavoce della Casa Bianca, ha affermato che, nonostante la presidenza Trump "si opponga assolutamente alla discriminazione di qualsiasi tipo e sostiene la parità di trattamento di tutti", un'approvazione della legge avrebbe potuto danneggiare la potestà genitoriale.

## Tracce
Download digitale
1. You Need to Calm Down – 2:51

Download digitale – Clean Bandit Remix
1. You Need to Calm Down (Clean Bandit Remix) – 2:32

Download digitale – Live from Paris
1. You Need to Calm Down (Live from Paris) – 3:23

## Formazione
- Taylor Swift – voce, produzione
- Joel Little – produzione, percussioni, programmazione delle percussioni, tastiere
- Șerban Ghenea – missaggio
- John Hanes – registrazione

## Successo commerciale
You Need to Calm Down ha debuttato al 2º posto nella Billboard Hot 100, diventando il suo 24º singolo ad entrare nella top ten statunitense. Proprio come successo a Me! meno di due mesi prima, è stata bloccata dalla vetta della classifica da Old Town Road di Lil Nas X. You Need to Calm Down è stata la canzone più scaricata della settimana a livello nazionale con 79 000 download, debuttando in cima alla Digital Songs e divenendo la 17ª numero uno della Swift nella classifica digitale, risultato che le ha permesso di estendere il suo stesso record. Grazie al singolo, la cantante ha raggiunto Madonna come l'artista femminile ad aver accumulato più canzoni alla seconda posizione, precisamente sei, grazie alle precedenti You Belong with Me, Today Was a Fairytale, I Knew You Were Trouble, I Don't Wanna Live Forever e Me!. Il singolo è inoltre entrato nella Radio Songs al 50º posto con un'audience radiofonica di 24,2 milioni di persone, e al 3º nella classifica dello streaming con 39 milioni di riproduzioni audio e video. Nella seconda settimana è sceso al 13º posto, pur salendo dal 50º al 26º nella classifica radiofonica con un'audience di 34,5 milioni di ascoltatori. Nella settimana del 7 settembre 2019, grazie alla pubblicazione del suo album di provenienza Lover, la canzone è risalita dalla 14ª alla 4ª posizione, piazzandosi inoltre alla 9ª posizione nella classifica dello streaming, con 24,6 milioni di riproduzioni, un incremento del 49% rispetto alla settimana precedente.
Nel Regno Unito il singolo è entrato al 5º posto della Official Singles Chart con 37 124 unità vendute. È stato inoltre il brano più scaricato sulle piattaforme digitali in Scozia. In Australia ha debuttato al 3º posto nella classifica dei singoli basata su vendite e riproduzioni in streaming, diventando la diciottesima top ten della cantante nel paese; ha inoltre fatto il suo ingresso al 18º posto nella classifica radiofonica con 458 passaggi totalizzati nella sua prima settimana.

## Classifiche

### Classifiche settimanali
| Classifica (2019) | Posizione massima |
| ----------------- | ----------------- |
| Argentina         | 71                |
| Australia         | 3                 |
| Austria           | 21                |
| Belgio (Fiandre)  | 52                |
| Belgio (Vallonia) | 68                |
| Canada            | 4                 |
| Croazia           | 15                |
| Estonia           | 8                 |
| Francia           | 154               |
| Germania          | 36                |
| Grecia            | 6                 |
| Irlanda           | 5                 |
| Islanda           | 20                |
| Italia            | 69                |
| Lettonia          | 8                 |
| Libano            | 5                 |
| Lituania          | 8                 |
| Malaysia          | 3                 |
| Norvegia          | 22                |
| Nuova Zelanda     | 5                 |
| Paesi Bassi       | 28                |
| Portogallo        | 27                |
| Regno Unito       | 5                 |
| Repubblica Ceca   | 8                 |
| Romania           | 71                |
| Singapore         | 7                 |
| Slovacchia        | 8                 |
| Slovenia          | 38                |
| Spagna            | 63                |
| Stati Uniti       | 2                 |
| Svezia            | 35                |
| Svizzera          | 22                |
| Ungheria          | 8                 |

### Classifiche di fine anno
| Classifica (2019) | Posizione |
| ----------------- | --------- |
| Australia         | 61        |
| Canada            | 28        |
| Stati Uniti       | 39        |